# 石川総慶
石川 総慶（いしかわ ふさよし）は、江戸時代中期の大名。山城国淀藩3代藩主、備中国松山藩主を経て、伊勢国亀山藩初代藩主となった。伊勢亀山藩石川家6代。

## 生涯
宝永元年（1704年）12月5日、山城淀藩主・石川憲之の嫡孫・勝之の長男として江戸で生まれる。父が早世し、総慶自身も幼少であったため、総慶の大叔父（祖父昌能の弟）の義孝が淀藩の第2代藩主となった。宝永7年（1710年）に義孝が死去すると、その養子として家督を継ぎ、淀藩主となったが、翌宝永8年（1711年）2月、備中松山へ移封された。享保3年（1718年）12月、従五位下、主殿頭に叙位・任官する。
延享元年（1744年）3月、板倉勝澄と交代する形で伊勢亀山に移封された。亀山に入封後、相次ぐ移封に加え寛延元年（1748年）及び明和元年（1764年）には守山宿での朝鮮通信使饗応役を務めたことにより多額の出費を余儀なくされ、かつ前藩主板倉勝澄が亀山領内での借金4万9千9百余両を返済せず移ったことからこの借財返済を負担せねばならず、藩財政は著しく窮乏した。板倉家が残した借財に対して「鈴鹿郡野史」では「武士の威信を失墜すること甚だしきを以て後任城主石川総慶の政治上に大なる支障を生するに至れり」との記録が残されている。倹約令などを出したが効果はなかった。
亀山入封後、藩財政立て直しと共に総慶は藩教学奨励に力を尽くし｢三重県教育史｣によれば前田平治、池上藤吉、福島助三ら多数の学者を招聘した。この頃高橋道八が陶芸のため士分を離れることを許した。明和元年（1764年）6月30日に江戸で死去、享年61。長男の総英が早世していたため、次男の総尭が跡を継いだ。

## 系譜
父母
- 石川勝之（実父）
- 柘植氏 - 側室（実母）
- 石川義孝（養父）

正室
- 久世重之の娘

側室
- 杉田氏
- まん - 吉野氏
- 樋口氏
- 高島氏
- 服部氏
- 音羽氏

子女
- 石川総英（長男）
- 石川総尭（次男）生母は吉野氏
- 愛姫 - 松平頼済正室
- 酒井忠大正室
- 阿充 - 石川総弾正室
- 花園季文室